# 윌머 캘더론
윌머 캘더론(Wilmer Calderon, 1975년 5월 8일 ~ )은 푸에르토리코의 배우, 영화배우이다.

## 영화
- 팅커 그래디 (2018년) - 마나 역
- 퓨쳐 월드 (2018년)
- 헤이데이 (2016년)
- 더 퍼펙트 가이 (2015년)
- 해피 뉴 이어 (2011년) - 산티아고 역
- 뷰티풀 웨이브 (2011년)
- 분노의 질주: 더 오리지널 (2009년) - 테이쉬 역
- 노 맨스 랜드 - 라이즈 오브 리커 (2008년)
- 피니싱 더 게임 (2007년)
- 부라더 2018 (2007년) - 티-레이 역
- 아나폴리스 (2006년) - 에스트라다 역
- 언노운 (2006년)
- 커스드 (2005년)
- 베니스 언더그라운드 (2005년)
- 패시픽 블루 (1996년)
- 노아의 아이들 (1996년)
- 썸머 오브 피어 (1996년)
- 더 워킹 데드 (1995년)